# Universidade de Linz
A Universidade de Linz, em alemão Johannes Kepler Universität Linz ou JKU, é uma universidade localizada em Linz no estado de Alta Áustria. A universidade possui um campus e oferece diversos cursos. As quatro faculdades principais incluem, por exemplo, estudos nas áreas de ciências sociais, economia, direito, estudos culturais, ciências técnicas, ciências naturais e medicina. Em 2024 conta com 24 000 alunos.

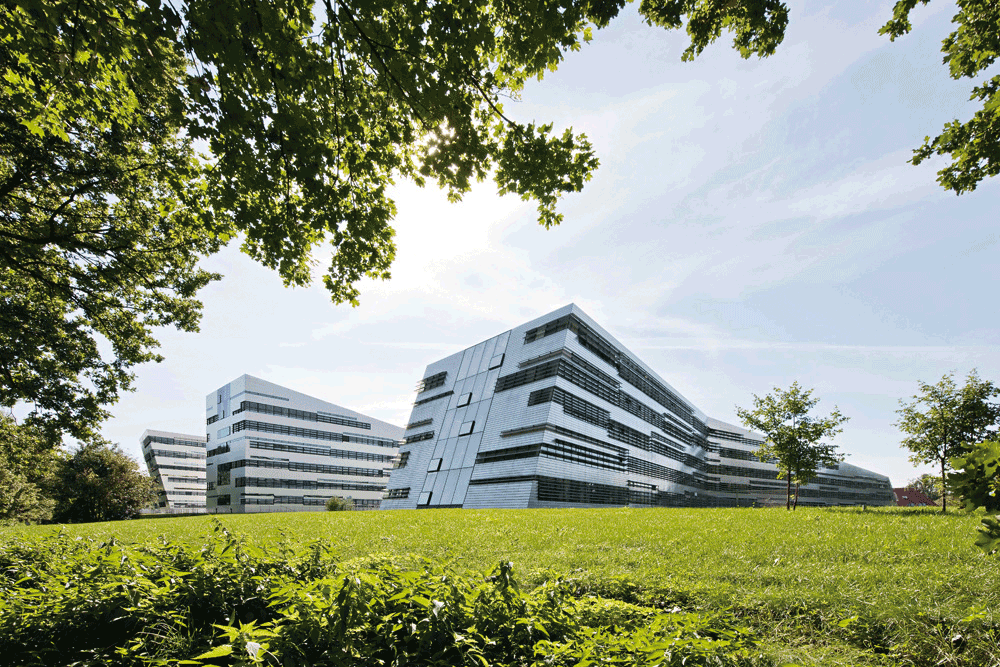
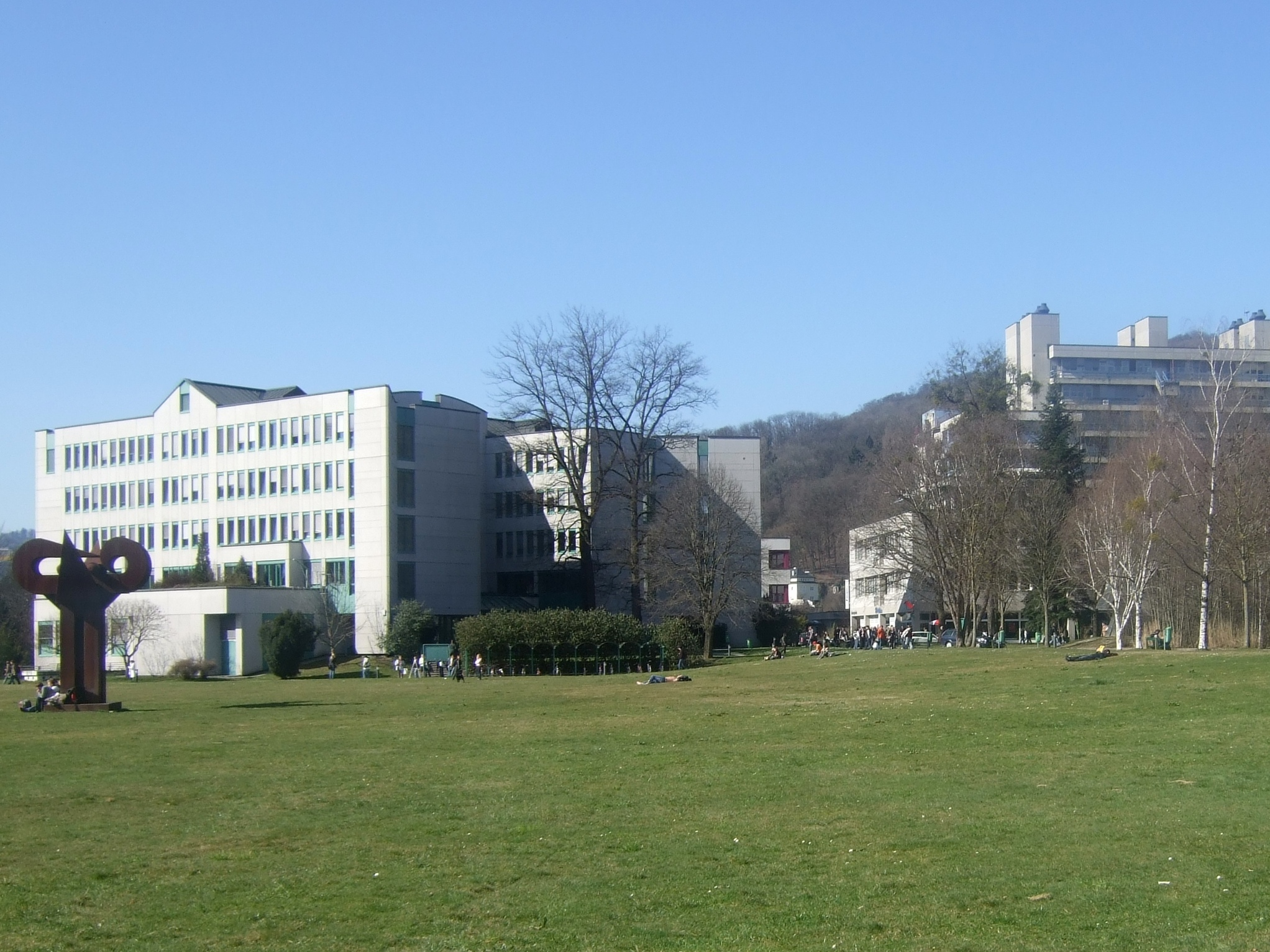
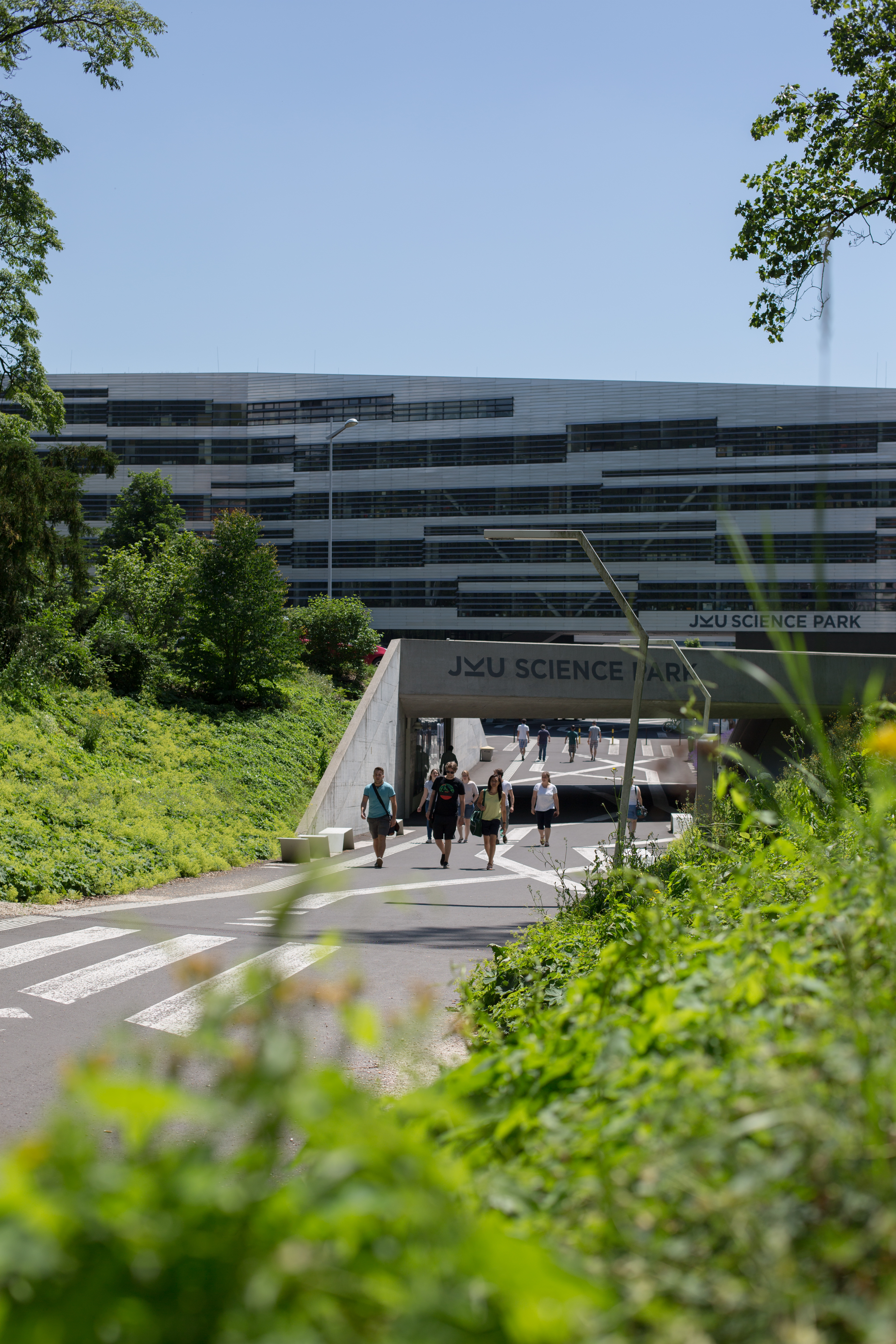
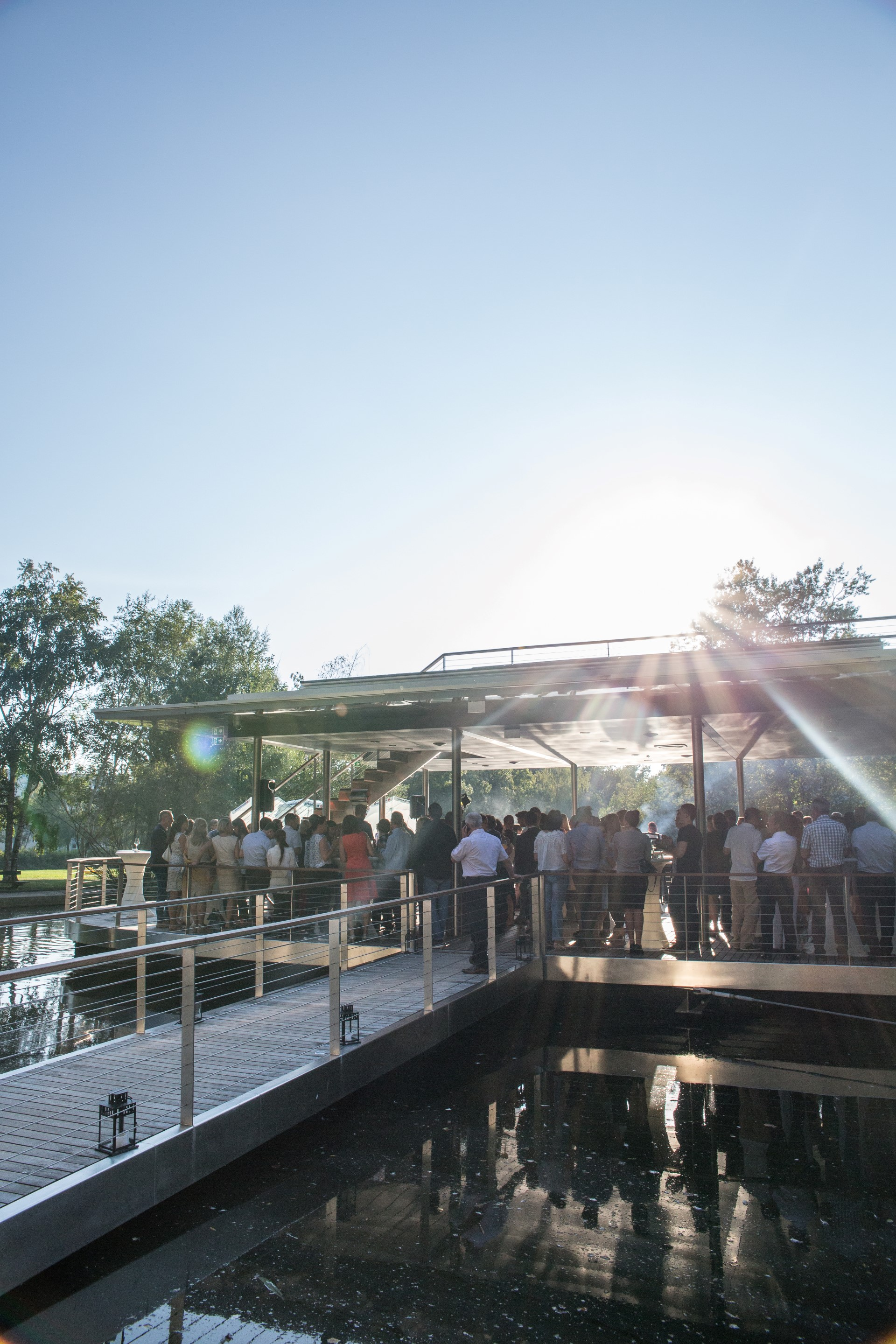